# Kelly Holmes
Kelly Holmes DBE (Pembury, 19 de abril de 1970) é uma ex-atleta britânica, bicampeã olímpica em Atenas 2004. Corredora de meio-fundo, conquistou as medalhas de ouro nas provas de 800 m e 1500 m destes jogos e diversas medalhas e recordes em torneios nacionais e internacionais. Por suas conquistas esportivas, foi sagrada com o título de Dama da Ordem do Império Britânico pela Rainha Elizabeth II, em março de 2005. Kelly é abertamente lesbiana.

## Início
Inspirada pelo campeão olímpico e recordista mundial britânico Sebastian Coe, Kelly começou a praticar o atletismo aos 12 anos e desde o princípio venceu todos os torneios escolares na prova de 1500 metros durante a adolescência. Aos 18 anos, porém, ela deixou o esporte para se alistar no Exército Britânico. Atleta nata, nas Forças Armadas foi campeã de judô e instrutora de educação física. Chegou a competir em provas masculinas militares por achar que seria embaraçante para as outras soldados competir com elas. Quando resolveu participar de um torneio de corridas só para mulheres, venceu os 800 m, os 3.000 m e um revezamento no mesmo dia.
Em 1992, já promovida a sargento, ela assistiu pela televisão aos Jogos Olímpicos de Barcelona e vendo uma atleta britânica chamada Lisa York, que ela já havia derrotado, competir nas eliminatórias dos 3000 m, decidiu que era o momento de retornar ao atletismo de competição. Durante cinco anos ela dividiu sua vida entre o exército e o atletismo, até conseguir rendimentos suficientes para viver apenas como atleta profissional, em 1997.

## Agonia e êxtase
Por quase uma década até Atenas, Holmes competiu em alto nível internacional, conseguindo seus primeiros resultados de elite no Campeonato Mundial de Atletismo de 1995, em Gotemburgo, na Suécia, com uma prata nos 1500 m e um bronze nos 800 m, sem, entretanto, conseguir uma medlha de ouro nos campeonatos de grande expressão. Em Atlanta 96 não conseguiu medalhas, correndo a final com uma perna fraturada e nos Jogos Olímpicos de Sydney, em 2000, conquistou a medalha de bronze nos 800 metros. No Mundial de Paris, em 2003, mais uma prata nos 1500 metros, atrás da campeã olímpica em Sydney, Maria Mutola.
Entre 2003 e 2004, enquanto treinava na França para os Jogos Olímpicos de Atenas, Holmes sofreu uma contusão no músculo adutor da coxa que a impediu de treinar e lhe provocou grande depressão. Vendo seu sonho de lutar uma última vez pela medalha de ouro parecer terminar, chegou a pensar em suicídio. Na época, ela chegou a fazer pequenos cortes em si mesma por cada dia que não podia treinar. Foi recuperada por um médico que a diagnosticou com transtorno depressivo clínico e lhe tratou com tabletes naturais de serotonina e apoio psicológico. Em 2005, após suas conquistas em Atenas, ela falou em palestras sobre essa fase de sua vida, como exemplo de que ser um atleta profissional pode ser extremamente difícil pela pressão e pelo estresse a que são submetidos por si mesmos em busca de resultados.
Em agosto de 2004, Holmes chegou a Atenas para competir num torneio de grande porte sem qualquer contusão pela primeira vez em sua carreira. Inicialmente, ela pretendia competir apenas em sua prova favorita, os 1500 m, mas uma vitória pouco tempo antes nos 800 m sobre a eslovena Yolanda Ceplac, um dos grandes nomes desta prova na Golden League, fez com que os especialistas passassem a acreditar que ela poderia também ter uma chance de vencer a prova nos Jogos, mesmo com a presença nela da campeoníssima Mutola, sua amiga pessoal e com quem dividiu moradia durante treinos na África do Sul, além de trabalhar com a mesma técnica da moçambicana.  Cinco dias antes da prova, Holmes surpreendeu toda a imprensa esportiva anunciando que correria tanto os 800 quanto os 1500 m.

### Bicampeã olímpica
Junto com Mutola e Ceplak, Holmes entrou na prova como uma das favoritas à medalha de ouro. Na final, nos primeiros 400 m ela se manteve no grupo intemediário, ignorando a largada rápida de outras competidoras. Na última curva, disparou na frente ultrapassando Mutola que liderava o grupo e cruzando em primeiro à frente de Ceplak e Hasna Benhassi, do Marrocos, com Mutola, cansando no final, chegando em quarto. Livre de contusões e na melhor forma da vida aos 34 anos de idade, Holmes ganhava finalmente a medalha de ouro olímpica depois de três tentativas, na prova que não era a sua principal.
Mostrando claramente estar em grande forma, Holmes agora transformava-se em favorita de sua distência preferida, dali há quatro dias. Sua tarefa mais difícil era manter o foco depois de ter conquistado o ouro. Depois dos Jogos ela revelaria que a cada manhã que acordava olhava para sua medalha e caía em prantos.
Na final dos 1500m, ela manteve a mesma tática dos 800m, correndo quase no final do grupo de atletas. Faltando 200m, Holmes avançou por fora para as primeiras posições e na reta final, deu uma arrancada ultrapassando todas as adversárias e derrotando a russa campeã mundial Tatyana Tomashova por um metro na chegada. Doze anos depois de voltar ao atletismo, inúmeras contusões e três tentativas olímpicas, Kelly Holmes igualava-se à soviética Tatyana Kazankina (1976) e à russa Svetlana Masterkova (1996), vencendo os 800m e os 1500m numa mesma Olimpíada, no que a BBC Sport chamou de 'a maior performance na história do atletismo de fundo da Grã-Bretanha'.

## Recepção e homenagens

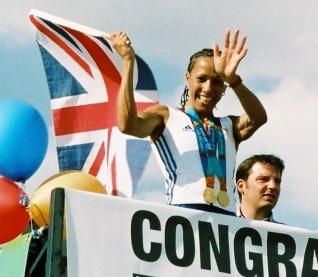
Holmes em um dos desfiles em sua homenagem.

Holmes foi a porta-bandeira oficial da delegação britânica no encerramento dos Jogos de Atenas e ao retornar à Inglaterra foi recebida por cerca de 80 mil pessoas em desfiles por Hildenborough e Tonbridge, as duas cidades em que cresceu e viveu, multidão equivalente à população total das duas pequenas cidades e mais do dobro de pessoas que recebeu todo o resto da delegação britânica em Atenas. Naquele ano recebeu o BBC Sports Personality of the Year, o mais prestigioso prêmio esportivo do país, dizendo que tinha conseguido realizar seu objetivo depois de 'doze anos de sonhos'. A homenagem prestada a ela na entrega do prêmio foi comandada pelas outras seis únicas mulheres britânicas campeãs olímpicas no atletismo.
Agraciada com o título de Dame pela Rainha em março de 2005, depois de receber uma MBE por serviços prestados ao Exército Britânico, Holmes encerrou sua carreira de atleta ao final de 2005, quando suas antigas contusões reapareceram depois de algumas provas. Desde 2009 ela é a presidente da Commonwealth Games England, entidade responsável na Inglaterra pelos assuntos ligados aos Jogos da Comunidade Britânica.